# Lincoln Ueda
Lincoln Dyo Ueda (Guarulhos, São Paulo, 10 de maio de 1974) é um skatista brasileiro. É especialista em aéreos com skate, devido a seus aéreos ganhou o apelido de japonês voador. Seu sobrenome Ueda tem em uma cidade japonesa localizada na província de Nagano.

## Biografia
Ueda já trabalhou com mecânica junto a seu pai e irmão e sua mãe é costureira, seu primeiro patrocínio foi Polato Skatepark e Ueda Motors, sua influencias foram Christian Hosoi, Steve Caballero e Lester Kasai, suas maiores admirações Og de Souza, Sérgio Negão, Rodrigo TX, Mauro Mureta, Steve Alba, Bob Burnquist, Tony Hawk, entre muitos que praticam este esporte. Ueda optou por criar uma companhia de rodas (Alta Wheels) a sua melhor vitória é viver de skate, fora do skate gosta muito de automóveis.

### anos 80
Seu primeiro contato com o skate foi no natal de 1986, em 1988 foi campeão brasileiro como amador, No ano 1989 começou correr com atletas profissionais levando seu primeiro campeonato em 4° lugar como Profissional, em um evento internacional em Münster Monster Mastership, na Alemanha, correu como profissional porque tinha acabado inscrições para amador e se escreveu como profissional, depois disto virou profissional. Campeão brasileiro profissinal em 1989. Foi pôster da revista Overall de edição número 12.

### anos 90
Em 1998 mudou para Costa Mesa, Califórnia – Estados Unidos. Volta sempre para o Brasil para ver sua família e correr campeonatos no fim de ano.

### anos 2000
No Ano de 2002 no Latim X-Games, leva ouro com vaga para correr no X Games da Filadélfia
Em 2008 no primeiro International X Games do Brasil, Ueda sobe no pódio levando medalha de bronze.